# Neunhausen
Neunhausen (Luxemburgs: Néngsen) is een plaats in de gemeente Esch-sur-Sûre in het Luxemburgse Kanton Wiltz.

## Geschiedenis
Tot 1 januari 2012 was Neunhausen een zelfstandige gemeente. Op die dag werden Neunhausen en Heiderscheid samengevoegd om zo de nieuwe gemeente Esch-sur-Sûre te vormen.

### Ontwikkeling van het inwoneraantal
| Jaar                              | 2001 | 2002 | 2003 | 2004 | 2005 |
| --------------------------------- | ---- | ---- | ---- | ---- | ---- |
| Inwoneraantal                     | 249  | 260  | 244  | 248  | 253  |
| Opmerking: tellingen op 1 januari |      |      |      |      |      |

Bonnal · Dirbach · Eschdorf · Heiderscheid · Heiderscheidergrund · Hierheck · Insenborn · Lultzhausen · Merscheid · Neunhausen · Ringel · Tadler

Luxemburgse gemeenten · Kanton Wiltz · Luxemburg